# 黄金坪

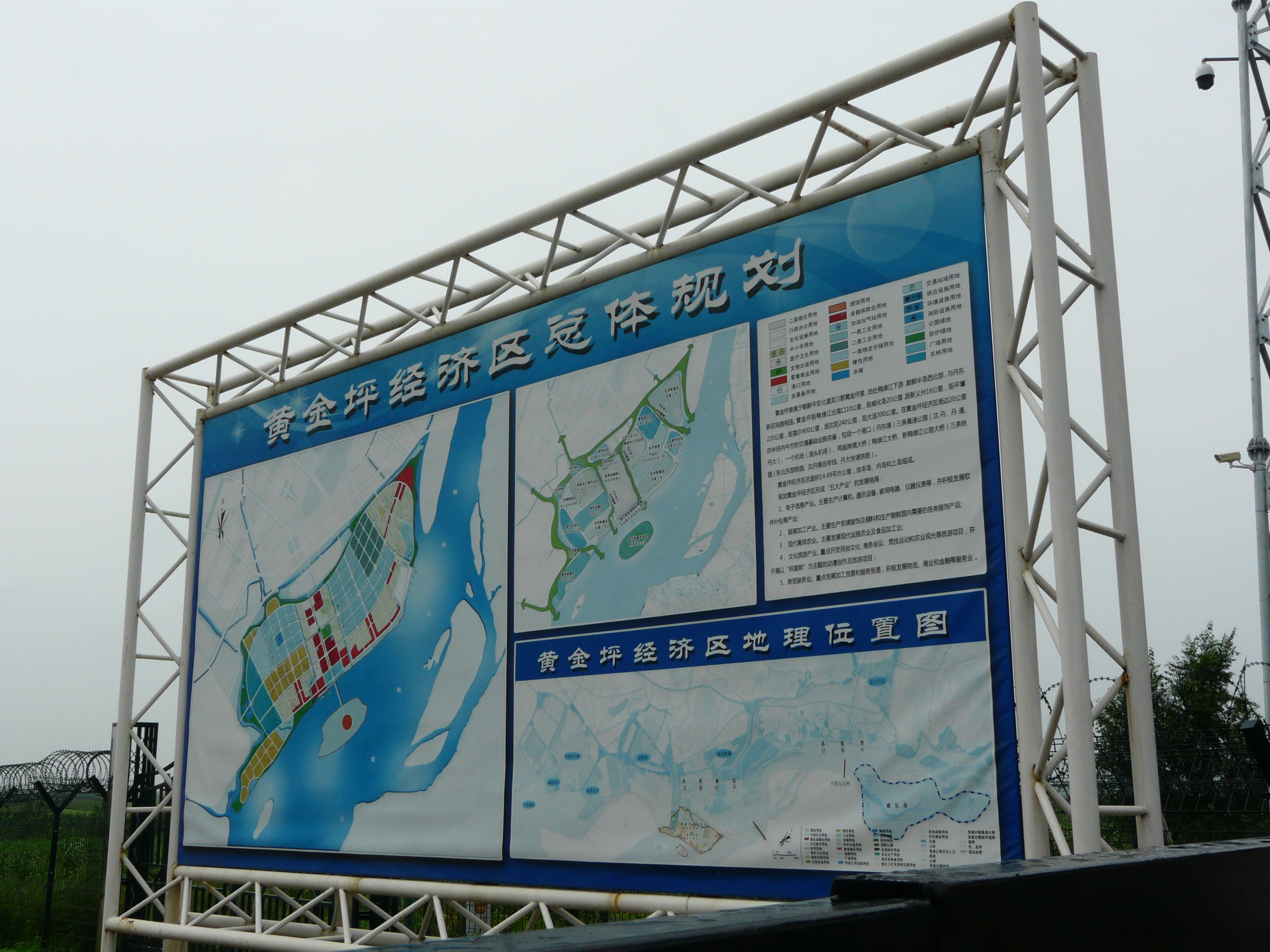
黄金坪経済区総体プラン

黄金坪（おうごんへい、황금평、ファングムピョン）は、北朝鮮平安北道薪島郡にある鴨緑江河口の中州。もともとは中国とは離れていたが、鴨緑江からの沖積土の堆積により中国丹東市と陸続きとなった。黄草坪と呼ばれていたが灌漑工事が行われ、北朝鮮屈指の穀倉地帯となり黄金坪と改名された。2006年以降、中朝国境は鉄条網で仕切られた。
2011年6月6日北朝鮮は最高人民会議常任委員会の政令で黄金坪と威化島を「経済地帯」に指定。8日には中国と北朝鮮は、この地帯で共同開発する工業団地の着工式を行った 。

## 関連報道
2011年
- 1月18日、北朝鮮が黄金坪を経済特区として開発するための特別法を制定したことがわかったと朝鮮日報が報道。
- 3月下旬、中国側とみられる車両が出入りし測量を開始。
- 4月29日、張成沢・朝鮮労働党行政部長が5月末に丹東市を訪問し、黄金坪の開発問題で合意する見通しと、複数の消息筋が明らかにする。
- 5月16日、韓国・聯合ニュースは、張成沢・国防委員会副委員長が5月末、経済協力拡大に向けて中国の東北地域を訪問すると報道。
- 5月26日、黄金坪と羅先特区の開発事業の起工式が急きょ中止されたと報道される。
- 6月6日、北朝鮮の最高人民会議常任委員会は政令で、鴨緑江河口地域に「黄金坪・威化島経済地帯」を設置すると発表。
- 6月8日、午前、黄金坪で中朝両国の関係者ら約1000人が出席し「黄金坪・威化島経済地帯中朝共同開発共同管理対象着工式」が開かれる。
- 7月5日、黄金坪の工事開始が11月以降になる見通しであることが分かったと時事通信が報道。理由は中国側が消極的なため。
- 9月14日、黄金坪島と羅先の経済協力地域に対する投資がまったく行われていないことが分かったと聯合ニュースが報道。北京の消息筋が「中国政府の呼びかけにもかかわらず、現在のところ投資実績はない」と明らかにした。
- 11月2日、北朝鮮政府が黄金坪島の開発に向け10人で構成される事務局を設置したことがわかったと、聯合ニュースが報道。

2012年
- 2月9日、韓国・大宇造船が、中国の日林グループと共同で黄金坪経済特区と丹東一帯に船舶修理造船所や事業設備を建設すると明らかにした。
- 2月25日、中朝両国が黄金坪島と威化島で進めてきた開発事業について、朝鮮労働党指導部が作成した内部文書が「挫折した」と表現ししていると、毎日新聞が報道。内部文書は、「黄金坪の50年間長期貸し出しは我が国の利益に合っていない」「我が国の実情に合う方法を早急に提案して、着手すべきだ」としている。
- 5月29日、北朝鮮・黄金坪の共同開発は年内着工が困難と、韓国の消息筋が明らかにした。